# The Crestfallen EP
The Crestfallen EP è il primo EP del gruppo musicale britannico Anathema, pubblicato nel 1992 dalla Peaceville Records.

## Tracce
Testi di Darren White (eccetto dove indicato), musiche di Daniel Cavanagh e degli Anathema.
1. ...And I Lust – 5:50
2. The Sweet Suffering – 6:40
3. Everwake – 2:40
4. Crestfallen – 10:20 (testo: Daniel Cavanagh)
5. They Die – 8:00

## Formazione
Gruppo
- Darren White – voce
- Daniel Cavanagh – chitarra, strumentazione aggiuntiva
- Vincent Cavanagh – chitarra
- Duncan Patterson – basso
- John Douglas – batteria

Produzione
- Anathema – produzione
- Hammy – produzione
- Mags – ingegneria del suono
- Keith Appleton – ingegneria al missaggio